# Рудольф Штанге
Рудольф Штанге (нім. Rudolf Stange; 13 листопада 1899, Форст — 25 квітня 1992, Дельменгорст) — німецький військовий діяч, віцеадмірал крігсмаріне (1 квітня 1945). Кавалер Німецького хреста в золоті.

## Біографія
1 квітня 1916 року вступив на флот добровольцем. Пройшов підготовку на курсах при військово-морському училищі в Мюрвіку. Учасник Першої світової війни, служив на важких крейсерах «Фрейя» (1 червня — 3 серпня 1916), «Фон дер Танн» (12 серпня 1916 — 13 листопада 1918).
У 1919-20 роках командував взводом в Добровольчому корпусі Лютцова. 1 липня 1920 року повернувся на дійсну службу на флоті. З 22 вересня 1928 року командував міноносців S-18, з 6 лютого 1930 року — Т-153, з 24 травня 1930 року — G-7. З 1 жовтня 1930 року — радіоофіцер на лінійному кораблі «Сілезія», з 27 листопада 1931 року — навігаційний офіцер на гідрографічному кораблі «Метеор». 28 вересня 1933 року переведений в Морське керівництво референтом Відділу флоту. З 2 листопада 1935 року — навігаційний офіцер на крейсері «Нюрнберг». З 16 жовтня 1936 року — 1-й офіцер посильного судна «Гріле».
22 жовтня 1937 року очолив групу Оперативного відділу ОКМ. 4 січня 1942 року призначений командиром важкого крейсера «Лютцов», одночасно з 2 вересня по 5 жовтня 1942 року виконував обов'язки 1-го офіцера Адмірал-штабу в штабі флоту. З 22 листопада 1943 року — начальник штабу Командування групи ВМС «Південь». З 14 грудня 1944 року — командувач береговою обороною Західної і Східної Пруссії, а також комендант фортеці Готенгафен. 31 грудня 1944 року призначений командувачем-адміралом в Нідерландах. Залишався на цій посаді до кінця війни. 9 червня 1945 року здався союзникам. 2 квітня 1948 року звільнений.

## Нагороди
- Залізний хрест 2-го класу
- Хрест Левенфельда
- Німецький імперський спортивний знак
- Почесний хрест ветерана війни з мечами
- Медаль «За вислугу років у Вермахті» 4-го, 3-го і 2-го класу (18 років; 2 жовтня 1936) — отримав 3 нагороди одночасно.
- Іспанський хрест в сріблі (6 червня 1939)
- Застібка до Залізного хреста 2-го класу
- Залізний хрест 1-го класу
- Нагрудний знак флоту
- Німецький хрест в золоті (6 грудня 1944)